# أورنا بورات
أورنا بورات (بالعبرية: אורנה פורת‏) (6 يونيو 1924 - 6 أغسطس 2015) ممثلة مسرحية إسرائيلية ألمانية المولد.
في عام 1979، حصلت على جائزة إسرائيل تقديراً لإنجازاتها في المسرح. 

## حياتها

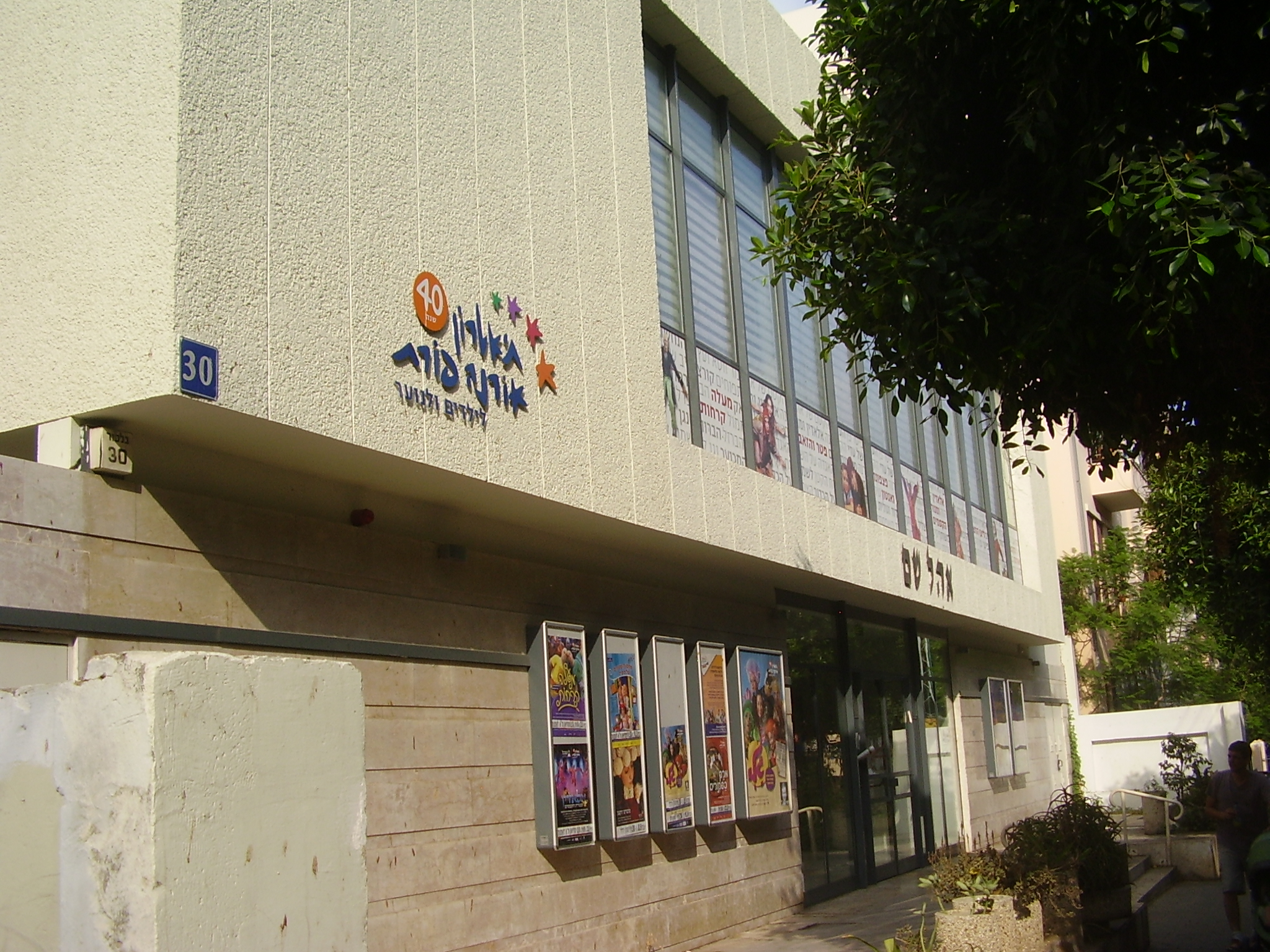
مسرح أورنا بورات للأطفال

ولدت إيريني كلاين في كولونيا بألمانيا عام 1924. وكان والدها كاثوليكيًا، ووالدتها بروتستانتية، لكنها اختارت الإلحاد والاشتراكية في شبابها. وفي عام 1934 انتقلت عائلتها إلى بورز، حيث التحقت بالمدرسة الثانوية. وخلال هذه السنوات، كانت عضوًا في شباب هتلر، رغم أن عائلتها عارضت هذا الانتماء.
التحقت بمدرسة الدراما وبدأت مسيرتها المسرحية في مسرح في شليسفيغ. والتقت بزوجها جوزيف بروتر في شليسفيغ. كان ضابطا من الانتداب البريطاني على فلسطين في اللواء اليهودي في الجيش البريطاني. وفي عام 1946، انتقلت إلى فلسطين مع بروتر وتزوجته (في حفل مدني). تحولت إلى اليهودية في وقت لاحق، في عام 1957، وأقاموا احتفالًا يهوديًا قبل تبني طفلين.
بعد رفضها من مسارح مثل مسرح هبيما وأوهيل، تم قبولها من قبل مسرح كاميري. عندما انضمت إلى كاميري، اقترحت يميما ميلو أن تغير اسمها إلى اسم عبري، أورنا بورات. وتم قبول الاقتراح. عملت يميما ميلو أيضًا مع بورات على تحسين لغتها العبرية بهدف تخفيف لهجتها الألمانية. وبعد الأزمة المالية والفنية الكبرى في كاميري عام 1958، تم تعيين بورات في المجلس الإداري للمسرح. وتقاعدت من الكاميري عام 1984.
في أوائل الستينيات، أمضت ثلاث سنوات في فرنسا وإنجلترا تدرس مسرح الأطفال. وبعد عودتها إلى إسرائيل، أسست مسرح أورنا بورات للأطفال، برعاية مسرح كاميري. وفي عام 1970، أصبح مسرح الأطفال مستقلاً. وأخرجت بعض المسرحيات، وتقاعدت من إدارة مسرح الأطفال بعد تسعة عشر عامًا. وشاركت في تأسيس «أسيتيج» وهو الاتحاد العالمي لمسارح الأطفال.
توفيت عن عمر يناهز 91 عامًا في 6 أغسطس 2015 في رمات غان بإسرائيل.

## جوائز وتقدير

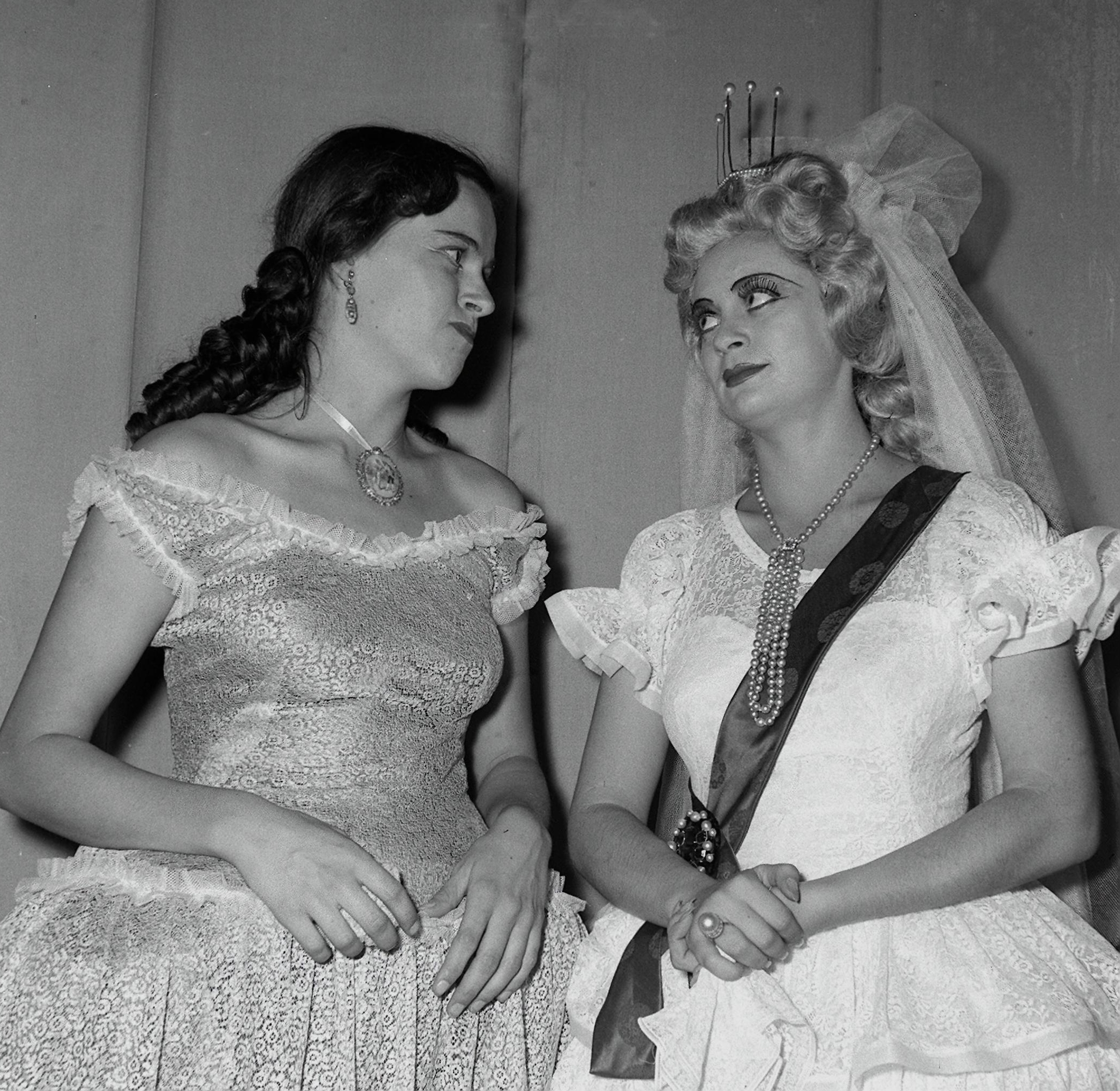
هانا ميرون وأورنا بورات، 1949

- فازت بجائزة كينور داود التي تمنحها صحيفة يديعوت أحرونوت، ثلاث مرات: في عام 1970 ؛ 1974 و 1980.
- في عام 1979، حصلت على جائزة إسرائيل تقديراً لإنجازاتها في المسرح.[4]
- في عام 1997، حصلت على جائزة إنجاز المسرح الإسرائيلي.
- في عام 2005، فازت بجائزة إيميت للعلوم والفنون والثقافة، التي يمنحها رئيس الوزراء الإسرائيلي.[9]
- جائزة برينر.

## روابط خارجية
- أورنا بورات في قاعدة بيانات الأفلام على الإنترنت
- أورنا بورات - ملخص سيرة ذاتية, في موقع جامعة حيفا